# نظريات مؤامرة اغتيال مارتن لوثر كينغ الابن

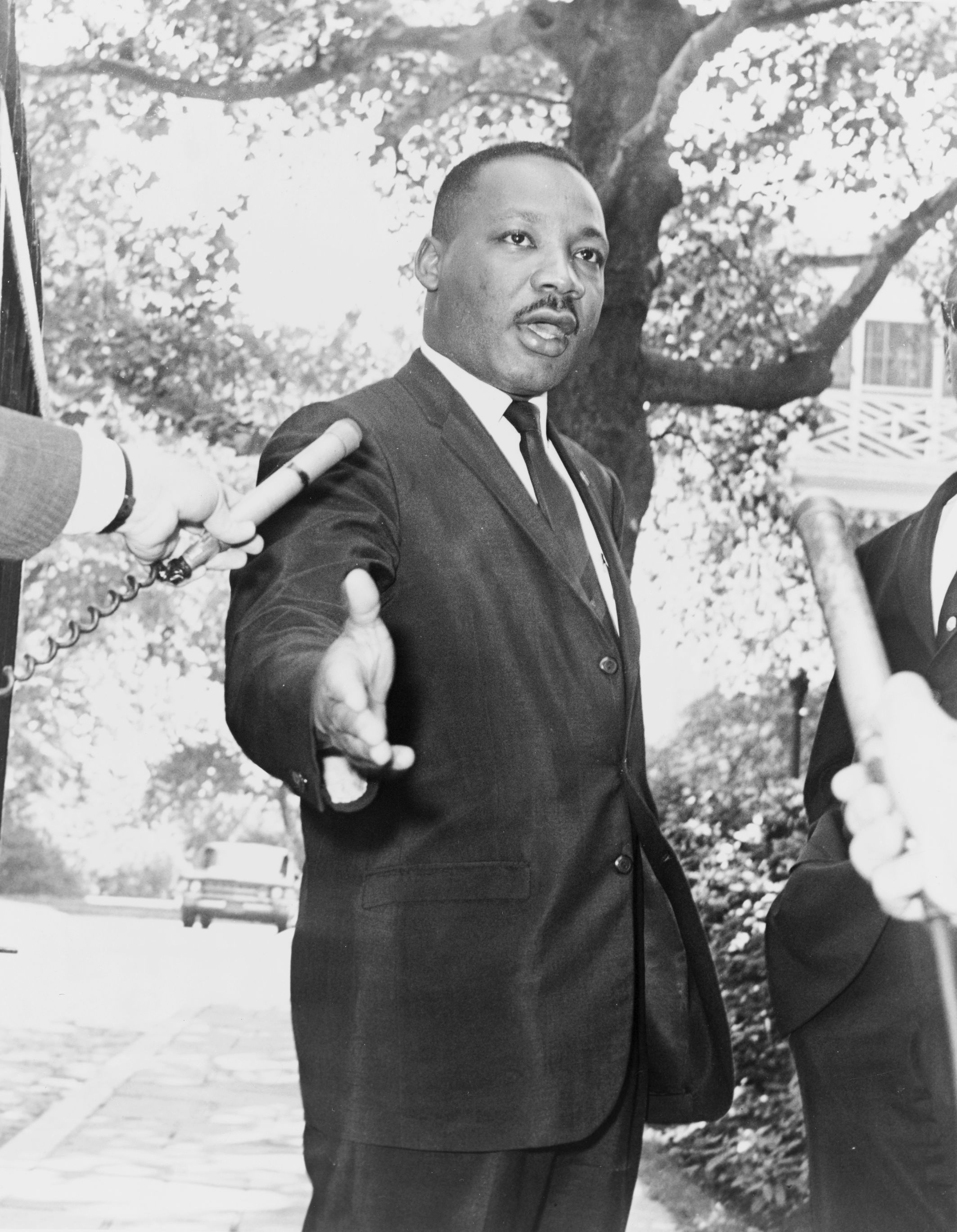

ترتبط نظريات المؤامرة المتعلقة باغتيال مارتن لوثر كينغ الابن، أحد القادة البارزين في حركة الحقوق المدنية، بروايات مختلفة حول اغتياله الذي وقع في الرابع من أبريل عام 1968 في ممفيس، تينيسي. اغتيل كينغ على شرفة في فندق لوريان (المتحف الوطني للحقوق المدنية حاليًا) بعد يوم من إلقاء خطابه الأخير «لقد كنت على قمة جبل». سرعان ما ظهرت ادعاءات حول المشتبه فيهم في اغتيال كينغ، ودور القاتل المزعوم جيمس إرل راي. رغم أن اعتراف راي بالذنب ألغى إمكانية محاكمته أمام هيئة محلفين، لكنه في غضون أيام تراجع وادعى أنه أُكره على الاعتراف. أُكدت مراقبة مكتب التحقيقات الفدرالي ووكالة المخابرات المركزية لكينغ بشكل غير قانوني ما أثار المزيد من الشبهات.
في عام 1979، أصدرت لجنة الاغتيالات التابعة لمجلس النواب الأمريكي (هسكا) تقريرًا جاء فيه أن هناك احتمالًا للتآمر في اغتيال كينغ. في عام 1999، أصدرت هيئة محلفين مختلطة في دعوى مدنية قرارًا بالإجماع يفيد أن كينغ اغتيل نتيجة لمؤامرة تتورط فيها الحكومة الأمريكية إلى جانب جهات أخرى. قالت كوريتا كينغ بعد الحكم «هناك أدلة كثيرة تشير إلى مؤامرة كبيرة رفيعة المستوى في اغتيال زوجي». كشفت هيئة المحلفين «عن تورط المافيا والعديد من الوكالات الحكومية الفيدرالية والمحلية بشكل عميق في عملية الاغتيال...جرى الإيقاع بالسيد راي ليدان بالجريمة». 

## خلفية
وصل مارتن لوثر كينغ الابن إلى ممفيس، تينيسي، لدعم إضراب عمال الصرف الصحي السود. في يوم 4 أبريل، بعد يوم واحد من إلقاء خطابه «كنت على قمة جبل» اغتيل كينغ أثناء وجوده على الشرفة خارج الغرفة 306 في فندق لوريان. كان يقف في وقت إطلاق النار في شرفة الطابق الثاني. كانت آخر كلمات كينغ موجهةً للموسيقار بين برانش، الذي كان من المقرر أن يحيي تلك الليلة في اجتماع مخطط له. قال كينغ: «بين، تأكد من عزفك «تيك ماي هاند، بريشس لورد» في اجتماع الليلة. اعزفها بشكل جميل».
كان سولومان جونز متطوعًا يُجول كينغ في أرجاء المدينة عندما كان في ممفيس. بعد سماع جونز لصوت الطلقات، ركض إلى الشارع. أخبر الشرطة عما رآه في تلك الليلة، «تمكنت من رؤية شخص في الشجيرات في الجانب الغربي من مالبيري وكان يدير ظهره لي، بدا وكأنه يغطي رأسه». في اليوم التالي، أزال موظفو الأشغال العامة في ممفيس الشجيرات، ما أدى لتدمير مسرح الجريمة.

## جيمس إرل راي
ولد جيمس إرل راي في فقر مدقع عام 1928 خارج مدينة سانت لويس. خدم في ألمانيا الغربية بعد الحرب العالمية الثانية، قبل تسريحه من الخدمة بشكل غير مشرّف. سافر إلى لوس أنجلوس حيث سرق مقهى وحكم عليه بالسجن لمدة 90 يومًا. في عام 1955، بعد قيام راي بسلسلة من الجرائم الصغيرة الفاشلة، من سرقته لسائق سيارة أجرة من أجل 11 دولارًا وصولًا إلى سرقته لمكتب للبريد، حكم عليه بالسجن لمدة 45 شهرًا في السجن الفيدرالي في ليفنوورث، كانساس. أُفرج عنه بشكل مشروط في عام 1959. لكن في 10 أكتوبر عام 1959، سرق راي وجيمس أوينز، وهو مدان سابق أيضًا، متجر كروجر في سانت لويس. حُكم على راي بالسجن لمدة 20 عامًا في سجن ولاية ميزوري. في 23 أبريل عام 1967، هرب راي من السجن في شاحنة لنقل الخبز. ادعى راي أنه أصبح بعدها مهربًا للأسلحة تحت إشراف كوبي أشقر يدعى «راؤول». قال راي أن راؤول أمره بشراء البندقية المستخدمة في اغتيال كينغ والبقاء في فندق لوريان.
بعد ظهر يوم 4 أبريل، نزل راي في فندق في ممفيس، يحتوي حانة في الطابق الأول تدعى جيمز جريل. دفع 8.5 دولار مقابل إقامته لمدة أسبوع. كان يُطل الجزء الخلفي من الفندق على فندق لوريان على الجانب الآخر من شارع مالبيري ستريت. جرى التعرف على راي من بصمات أصابعه الموجودة على البندقية التي تركها خلفه. فيما يتعلق ببندقية راي المزعومة، قال مارتن لوثر كينغ الثالث: «هذا السلاح لم يكن سلاح الجريمة. هل ستقتل شخصًا ما ثم تلق البندقية فورًا هناك؟».
في 24 أبريل حصل راي على جواز سفر كندي واشترى تذاكر طيران من تورونتو إلى لندن حيث ألقى مكتب التحقيقات الفيدرالي القبض عليه في 8 يونيو. يُزعم أنه كان يحاول الوصول إلى رودسيا التي تحكمها الأقلية البيضاء. في 10 مارس عام 1969، اعترف راي بذنبه في قتل كينغ، وحُكم عليه بالسجن لمدة 99 عامًا دون محاكمة. أنقذه اعترافه من احتمال عقوبة الإعدام. خلال محاكمة راي القصيرة لإصدار الحكم، «قفز على قدميه» عندما اتفق الادعاء ومحاميه بيرسي فورمان على عدم وجود مؤامرة. أوضح راي أن اعترافه بالذنب لا يعني بالضرورة أن الآخرين غير متورطين. لكن بعد بضعة أيام من اعترافه بالذنب، تراجع راي عن اعترافه وادعى أنه بريء. اجتذبت ادعاءات راي حول براءته ويليام بيبر، الذي كان صديقًا لكينغ وأمضى معظم حياته اللاحقة يكافح من أجل إطلاق سراح راي. أشاد مؤتمر القيادة المسيحية الجنوبية ببيبر «لالتزامه الدائم بالسعي إلى تحقيق العدالة». فشلت استئنافات بيبر أمام المحاكم، بل وحتى أمام المحكمة العليا أيضًا. وفقًا لكلام بيبر «بدا الأمر كأننا في نهاية الطريق عندئذ توصلت إلى فكرة، حسنًا، انظروا، لما لا نحاول إجراء محاكمة حقيقية على التلفاز؟» بُثت محاكمة صورية على شبكة إتش بي أو. وجدت هيئة المحلفين التلفزيونية أن راي غير مذنب. في عام 1998، توفي راي في السجن نتيجة مضاعفات بسبب إصابته بالتهاب الكبد الفيروسي سي المعد. وُزعت بقايا رماد جثة راي في أيرلندا، إذ لم يرد أن يكون مثواه الأخير في الولايات المتحدة بسبب «الطريقة التي عاملته بها الحكومة». 

## بالستيات (علم القذافة)
كانت الاختبارات الأصلية التي أجراها مكتب التحقيقات الفيدرالي على الرصاصة التي قتلت كينغ وبندقية الصيد 30-06 غير حاسمة. في عام 1997، أُجريت اختبارات قارنت ما بين 12 رصاصة اختبار جرى إطلاقها من بندقية القتل المزعومة، والرصاصة التي قتلت كينغ. أثبت خبير القذائف روبرت هاثاواي أن الرصاصة التي قتلت كينغ افتقرت إلى النقاط المرجعية التي عثر عليها في رصاصات الاختبار. تعذر كذلك العثور على علامات الوسم الفريدة الموجودة في سبطانة بندقية القتل المزعومة على الرصاصة القاتلة. 

## مضايقات سابقة من مكتب التحقيقات الفيدرالي
اكتشف كينغ منذ فترة طويلة وجود أعداء له بين أعلى أجهزة تطبيق القانون في الدولة، مكتب التحقيقات الفيدرالي. وُصف جاي. إدغار هوفر، مدير مكتب التحقيقات الفيدرالي، بأنه «أكثر كاذبٍ سيئ السمعة في البلاد». كان كينغ تحت مراقبة مكتب التحقيقات الفدرالي منذ حملة مقاطعة حافلات مونتغومري في عام 1956، وبدأ في التنصت على مكالماته في عام 1963. أعرب كينغ عن غضبه تجاه مكتب التحقيقات الفيدرالي في عام 1964، وأعلن أنه «غير فعال تمامًا في حل الفوضى والأعمال الوحشية المستمرة التي يتعرض لها الزنوج في أقصى الجنوب». بعد وفاة كينغ، تولى مكتب التحقيقات الفيدرالي التحقيق في قضية اغتياله. في 1 نوفمبر عام 1971، أدلى الرئيس السابق للعمليات الاستخباراتية في مكتب التحقيقات الفيدرالي ويليام سي. سوليفان بشهادته أمام لجنة مجلس الشيوخ المختارة لدراسة العمليات الحكومية فيما يتعلق بالأنشطة الاستخباراتية. قال سوليفان في «الحرب» ضد كينغ «كل شيء مسموح». أعربت وثيقة داخلية لمكتب التحقيقات الفيدرالي عن قلقها من أن تثير هذه الشهادة الشكوك في تورط مكتب التحقيقات الفيدرالي في اغتيال كينغ.